# Катарина Јовановић Благојевић
Катарина Благојевић (рођена Јовановић; Београд, 31. октобар 1943 — Београд, 15. новембар 2021), позната и као Катарина Благојевић-Јовановић  била је српска шахисткиња која је 1986. стекла титулу велемајсторице. Поделила је 4. и 5. место на турниру кандидата за светско првенство у шаху за жене 1964. године. Била је трострука победница Првенства Југославије у шаху (1961, 1971, 1974) и освојила је екипну сребрну медаљу и бронзану појединачну медаљу на шаховским олимпијадама 1963. и 1966. године.

## Каријера
Афирмисаној звезди од раних 1960-их, Катарини су се у том статусу придружиле њене две млађе сестре Ружица, касних 1960-их, и Гордана, почетком 1970-их — и постале су познате у шаховском свету као Сестре Јовановић. Свака сестра је освојила државно првенство Југославије за жене и свака је играла на међузонским турнирима. Када су се свe три квалификовале за зонски турнир раних 1970-их, то је била прва таква појава у историји међународног шаха, и то је навело ФИДЕ да састави нови параграф о породичним односима како би се избегле потенцијалне ситуације у којима један предаје меч да би помогао другом. Јовановићке су биле најпознатији трио сестара у свету шаха пре појаве сестара Полгар (Сузане, Софије и Јудит Полгар).
Катарина Благојевић је три пута освајала Првенство Југославије у шаху за жене (1961, 1971 и 1974). Са Шаховским кубом Црвена звезда Београд пет пута је освајала Лигу Југославије (1967, 1968, 1970, 1975 и 1976). Победила је на многим међународним шаховским турнирима, укључујући три узастопне победе на турниру Вајк ан Зеу (1960, 1961 и 1962), као и победу у Амстердаму 1963.
Катарина је 1964. постигла највећи успех у својој шаховској каријери када је поделила 4. и 5. место на Светском шаховском првенству у Сухумију.
Катарина је играла на два међузонска турнира на Светском првенству у шаху:
- 1971. на међузонском турниру у Охриду где је завршила на 9. месту;[14]
- 1973. на међузонском турниру на Менорки где је поделила 10. и 11. место.[15]

Такође је освојила Европску Зону 1 у Карловим Варима 1975.
Катарина је играла за Југославију на пет шаховских олимпијада:
- 1963. на 2. шаховској олимпијади у Сплиту играла је на првој резервној табли и освојила је екипну сребрну медаљу. У четири партије имала је две победе и два ремија.
- 1966. на 3. шаховској олимпијади у Оберхаузену играла је на првој резервној табли и освојила је појединачну бронзану медаљу. Играла је девет партија и имала је шест победа, два ремија и један пораз.
- 1969. на 4. шаховској олимпијади у Лублину играла је на првој резервној табли. Играла је девет партија и имала је четири победе, три ремија и два пораза.
- 1972. на 5. шаховској олимпијади у Скопљу играла је на другој табли. Играла је 11 партија и имала је пет победа, четири ремија и два пораза.
- 1974. на 6. шаховској олимпијади у Медељину играла је на другој табли. Играла је 12 партија и имала је седам победа, три ремија и два пораза.

Играла је 1970. у традиционалном мечу СССР - Југославија, победивши Татјану Затуловску са 2½–1½.
Катарина Благојевић је 1964. добила титулу ФИДЕ међународног мајстора шаха, а 1986. добила је титулу ФИДЕ женског велемајстора.
Њен највиши ранг на ФИДЕ женској рејтинг листи био је на 14. месту у јулу 1972, док је њен највиши Ело рејтинг био 2340 у јануару 1990.
За сребрну медаљу на Олимпијади, Влада Србије јој је доделила Државно спортско признање 2007. године, укључујући и спортску пензију, од чега је 10.000 динара донирала за помоћ настрадалима у поплавама у Србији 2014. године.